# Стан-Бехтемир
Стан-Бехтемир — село в Бийском районе Алтайского края России. Образует Калининский сельсовет.

## История
Деревня Бехтимирская Енисейской волости Бийского округа указывается на ландкарте составленной в 1745 году по результатам экспедиции рудоискателей во главе с П. Шелегиным в Горный Алтай. 
В середине XVIII века Бехтемир сыграл заметную роль в освоении Алтая.  В 1758 г. обострились отношения Российской империи с Китаем, так как последний стал претендовать на территорию побежденного Джунгарского ханства, которое непосредственно граничило с Российской империей. Для защиты южных рубежей Сибири летом 1760 г. были организованы две исследовательские партии, перед которыми ставилась задача найти и описать удобные для строительства укреплений и мест поселения на территории от верховий реки Бухтарма до Телецкого озера. Первая партия начала исследования от Усть-Каменогорской крепости до устья Бухтармы и далее к ее верховьям. Вторая партия од командованием инженер-капитана Плутова формировалась в Бехтемире и должна была пройти к Телецкому озеру. Партия начала свой путь 17 июня от Бехтемирского редута. Переправившись через Бию, команда направилась к урочищу под названием Сростки на реке Катунь. Затем следовала вверх по Катуни до правого ее притока реки Майма, откуда тракт шёл к южной части Телецкого озера. К устью реки Чулышман, впадающей в Телецкое озеро, команда прибыла 6 июля, преодолев расстояние в 207 верст.
Достигнув устья реки Эдиган, партия Паутова 30 июля вернулась в Бехтемирский редут, так и не выполнив поставленной задачи – дойти до верховий Бухтармы через Телецкое озеро и Чулышман оказалось невозможно. Изученная территория, по мнению инженер-капитана Паутова, признана не пригодной для строительства оборонительной линии и путей сообщений. 
В 1768 году Бехтемир входил в систему маяков Кузнецкой оборонительной линии. Население росло медленно, за счет естественного прироста. Быстрый рост начался после 1861 года, когда из европейских областей России в Сибирь хлынул поток переселенцев. Появилась первая улица — Уфимская, заселенная в основном выходцами из Уфимской губернии. К 1875 году в станице насчитывается 50 дворов. Жители занимались выращиванием зерновых, льна, конопли, разводил скот: овец, коров, лошадей.
В январе 1920 года, после изгнания Колчака, провели первые выборы в совет. Председателем был выбран П. М. Карманов. В 1929 г. началась коллективизация. 50 дворов были выселены из села.
В 1930 году был создан первый колхоз им. Розы Люксембург. Он имел 4 трактора марок «Интерн», «Кейс». В конце 1933 года большая часть оставшихся единоличников вошла в колхоз, который уже объединил больше 300 дворов. При вступлении в него в любое время года вносились паевые: деньгами по 20 руб. и 10-15 ц зерна для посева.
В марте 1933 года колхоз был разделен на два: им. Розы Люксембург и им. Калинина . Председателем колхоза им. Розы Люксембург был избран И. Я. Кривобоков, он работал до 1937 г. В колхозе им. Калинина первым председателем стал Я. И. Сидоров.
Лошади, сельхозинвентарь, строения, земельные угодья — все делилось поровну. Молочно-товарная ферма досталась колхозу им. Калинина, свинарник отдали колхозу им. Розы Люксембург.
В первые дни Великой Отечественной войны большинство мужчин ушло на фронт. Всего на защиту Родины ушло 229 стан-бехтемирцев, погибли 109, вернулись 120 человек.
В 1946 году в колхозе им. Калинина имелось: лошадей — 16 голов, крупного рогатого скота — 55, свиней — 33, овец — 130, кур — 68 голов.
В августе 1950 года оба колхоза объединили в колхоз имени Калинина, председателем избран Ф. Ф. Карташов.
В декабре 1988 года жителями села было написано письмо председателю Алтайского крайисполкома А. А. Кулешову с просьбой о создании на территории села Калининского сельсовета. В июне 1989 года была проведена его организационная сессия, председателем был избран Ф. И. Пономарёв.

## Инфраструктура
Село находится в 32 км от Бийска, на уступе правого берега Бии.
Действуют: детский сад, отделение «Почты России», «Сбербанка», средняя общеобразовательная школа, сельский дом культуры. 
На западной оконечности села, в близости поймы реки Бия, расположен основанный в 1989 году санаторий «Рассветы над Бией». Основными лечебными факторами санатория являются: климат, минеральная вода «Серебряный Ключ» (скв. № 252 - Д), пелоиды «Бехтимир», лекарственные травы. Минеральная вода «Серебряный Ключ» слабоминерализованная гидрокарбонатная магниево-кальциевая, со
слабощелочной реакцией (РН от 7,8 до 8,2 ед.) лечебно-столовая минеральная вода разливается у источника в тару и поставляется в розничную торговлю.
Село связано с Бийском автобусным сообщением.

## Население
| 1997  | 1998  | 1999  | 2000  | 2001  | 2002  | 2003  |
| ----- | ----- | ----- | ----- | ----- | ----- | ----- |
| 1004  | ↗1045 | ↘1040 | ↗1062 | ↗1085 | ↘1053 | ↗1086 |
| 2004  | 2005  | 2006  | 2007  | 2008  | 2009  | 2010  |
| ↗1089 | ↘1084 | ↘1060 | ↗1089 | ↘1069 | ↗1132 | ↘1082 |
| 2011  | 2012  | 2013  | 2014  | 2015  | 2016  | 2017  |
| →1082 | ↘1069 | ↘1047 | ↘1028 | ↗1030 | ↗1038 | ↘1022 |
| 2018  | 2019  | 2020  | 2021  |       |       |       |
| ↘1004 | ↘991  | ↘954  | ↘949  |       |       |       |